# Váradi Monika Mária
Váradi Monika Mária (Budapest, 1959. május 21.–) szociológus
Születése óta Pilisvörösvárott él. A helyi gimnáziumban tette le az érettségi vizsgát. 1982-ben szerzett magyar-német szakos középiskolai tanári oklevelet a szegedi József Attila Tudományegyetem Bölcsészettudományi Karán. A tanári hivatás helyett kezdettől fogva a tudományos kutatómunkát választotta. 1988-ban az ELTE BTK-n kitüntetéssel végezte el a szociológia szakot, 1997-ben megszerezte a szociológiai tudományok kandidátusa (PhD) címet.
1988-tól kezdve az MTA Regionális Kutatások Intézetének a munkatársa. 2001-től a Térségfejlesztési Kutatások Osztályának tudományos főmunkatársa.
1998-tól a Magyar Szociológiai Társaság Faluszociológiai Szakosztályának elnöke.
2005-től tart előadásokat a Miskolci Egyetemen.
Főbb kutatási területei:
- szegénység;
- oktatási esélyegyenlőség;
- helyi társadalmak átalakulása vidéki, aprófalvas térségekben;
- a magyarországi német kisebbség, kisebbségi önkormányzatok rendszere, működése.

Több mint 100 tudományos közlemény, tanulmány szerzője, számos tanulmánykötet szerkesztője.

## Tudományos munkássága
Önálló kötetei: 
- Váradi Monika Mária: Vörösvári történet. Egy német telepesfalu a 20. század első felében. Pécs / Budapest, Magyar Tudományos Akadémia Regionális Kutatási Alapítvány, 1996. 198 p.

Szerkesztői tevékenysége:
- Hátrányban vidéken. Szerk.: Kovács Katalin és Váradi Monika Mária. [Budapest] Argumentum, 2013. 384 p.
- Esélyteremtők. Szerk. Váradi Monika Mária. [Budapest] Magyar Tudományos Akadémia Vita Alapítvány, 2010. 247 p.
- Hegyháti portrék. Összeáll.: Váradi Monika Mária. Budapest, CODA Kutató, Fejlesztő és Tanácsadó Kft., 2008. 335 p.
- Kistelepülések lépéskényszerben. Szerk.: Váradi Monika Mária. Budapest, Ú-M-K, 2008. 661 p.

Fontosabb tanulmányai:
- Kovács K. - Timár J - Váradi M. (2015): Well-being deficits in disadvantaged regions. In: Szirmai V (szerk.) From Spatial Inequalities to Social Well-being. Székesfehérvár: Kodolányi János University of Applied Sciences, pp. 129–144.
- Timár J. - Kovács K. - Várdi M.(2015): A jól-lét deficit a hátrányos helyzetű kistérségekben. In: Szirmai V (szerk.) A területi egyenlőtlenségektől a társadalmi jól-lét felé.  Székesfehérvár: Kodolányi János Főiskola, pp. 269–284.
- Váradi M. (2015): Szegénység, projektek, közpolitikák. Tér és Társadalom 29:(1) pp. 69–96.
- Várad M - Virág T. (2015): A térbeli kirekesztés változó mintái vidéki terekben. Szociológiai Szemle 25:(1) pp. 89–113.
- Váradi M. - Kovács K. - Magócs K. (2014): Hátrányos helyzet és szegénység vidéken - sajátosságok és lehetséges beavatkozások. Tudáskészlet a magyar vidék fejlesztéséhez, Készült az MTA és Magyar Nemzeti Vidéki Hálózat együttműködésében, a Vidékfejlesztési Minisztérium vidékstratégiáját támogató komplex kutatási program keretében, a Nemzeti Agrárszaktanácsadási, Képzési és Vidékfejlesztési Intézet megbízásából
- Váradi M. (2014): Szegénység és projektvilág In: Nagy E, Nagy G (szerk.) Polarizáció - függőség - krízis: Eltérő térbeli válaszok. Békéscsaba: MTA KRTK RKI Alföldi Tudományos Osztály, pp. 10–17.
- Váradi M.- Virág T. (2014): Faces and Causes of Roma Marginalization: Experiences from Hungary. In: Szalai J, Zentai V (szerk.) Faces and Causes of Roma Marginalization in Local Contexts: Hungary, Romania, Serbia. Budapest: Central European University, pp. 35–66.
- Wastl-Walter D. - Váradi M. - Kocsis K. (2014): Migrációs pályák, migráns életutak: közelkép a szerb-magyar határrégióról. In: Takács Z, Ricz A (szerk.) Regionális kaleidoszkóp. Szabadka: Regionális Tudományi Társaság, pp. 263–278.

Munkáinak teljes listáját lásd itt: Magyar Tudományos Művek Tára

## Kitüntetései
- Pilisvörösvárért emlékérem (1997)